# 劉允
劉允（英語：Lau Wan，1948年4月24日—），人稱魚頭雲（魚頭允），香港資深演員、龍虎武師。現為嘉禾電影藝員。

## 簡歷
劉允早年在九龍紅磡觀音廟旁的鐵皮屋成長，曾就讀紅磡街坊會小學。他家有十二名兄弟姊妹，排行第八的是演員白彪，而自己排行第九。父親是一名毛衫機器師傅。劉允之所以有鬥雞眼源於他在一歲時患上腦膜炎，以致高燒抽搐得來。當年他更險些送命。中學畢業後，他最初隨兄長投考警察。後在1968年由白彪介紹入行，並當上龍虎武師，投身電影圈。1970年代出道成為電影演員，期間拍攝了兩百多部電影，1990年代後重返武師崗位。2019年4月，第38屆香港電影金像獎授予劉允專業精神獎。

## 演出作品

### 電影
- 1978年：《師父教落》
- 1979年：《鴻勝蔡李佛》、《新貼錯門神》、《鬼影神功》
- 1980年：《師弟出馬》、《佛掌羅漢拳》、《武師,花旦,大流氓》、《邪鬥邪》、《身不由己》、《第一類型危險》、《錢作怪》、《壞 小子》、《邪》、《踢竇》
- 1981年：《摩登保鏢》、《勇者無懼》、《追女仔》、《打雀英雄傳》、《何方神聖》、《猛龍福星》、《大力小水手》、《摩登大食懶》、《龍咁威》
- 1982年：《俏皮女學生》、《邪完再邪》、《愛人女神》、《2.5 cm》 、《八十二家房客》、《人嚇人》
- 1983年：《少林傳人》、《三闖少林》、《波牛》、《瘋狂83》、《妖魂》、《A計劃》
- 1984年：《鐵板燒》、《馬後砲》、《洪拳大師》、《我愛羅蘭度》、《黐鬼線》、《我愛神仙遮》
- 1985年：《老友鬼鬼》、《摩登神探》、《摩登仙履奇緣》、《教頭髮威》、《開心三響炮》、《求愛反斗星》、《歡場》
- 1986年：《流氓英雄》、《俾鬼捉》、《師姐撞邪》、《雙龍吐珠》、《扭計雜牌軍》
- 1987年：《爛賭英雄》、《1 哥》、《開心快活人》
- 1988年：《群鶯亂舞》、《靈幻小姐》、《艷鬼凶靈》、《鬼咁串》
- 1989年：《福星闖江湖》、《喋血雙雄》、《富貴開心鬼》、《群龍戲鳳》、《猛鬼舞廳》
- 1990年：《喋血風雲》、《三度誘惑》
- 1991年：《四度誘惑》、《關人鬼事》
- 1992年：《姦魔》、《艷鬼情未了》
- 1994年：《97 風流夢》
- 2009年：《機動部隊─同袍》

### 電視劇（無綫電視）
- 1990年：《成功路上》
- 1991年：《我係黃飛鴻》、《幹探群英》
- 1992年：《捉妖奇兵》、《九反威龍》
- 1993年：《大頭綠衣鬥殭屍》
- 1994年：《成日受傷的男人》
- 1997年：《美味天王》
- 1999年：《騙中傳奇》
- 2011年：《真相》
- 2020年：《愛·回家之開心速遞》（客串）

## 獎項
- 第38屆香港電影金像獎「專業精神獎」